# LU (печенье)
Lefèvre-Utile — французский бренд печенья, символ города Нант. С 1986 по 2007 год бренд принадлежал компании Danone, с 2007 по 2012 год — Kraft Foods, а с 2012 года принадлежит компании Mondelēz International.

## История

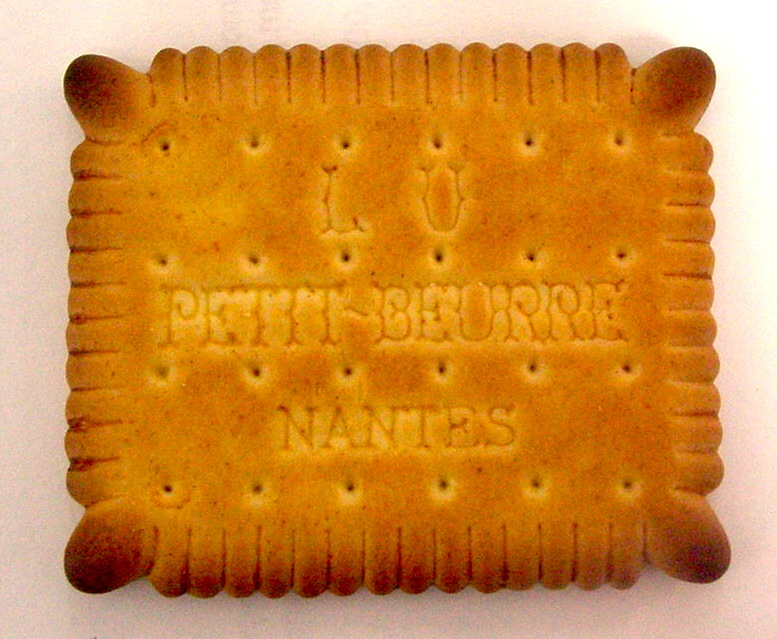
Печенье LU Petit Beurre производится с 1886 года

Компания Lefèvre-Utile была основана в Нанте в 1846 году Жаном-Роменом Лефевром. Изначально он продавал печенье с английской фабрики Huntley & Palmers, а затем начал собственное производство. Название происходит от первых букв фамилий Лефевра (фр. Lefèvre) и его деловой партнёрши и жены Полин-Изабель Утиль (фр. Utile). Их инициалы впервые были использованы Альфонсом Мухой в 1897 году в рекламе календаря компании «Lefèvre-Utile Biscuit Co.». В том же году компания наняла Фирмена Буиссе для создания рекламного плаката. Буиссе, уже известный своей работой для компании Menier Chocolate, создал рекламный образ Petit Écolier («Маленький школьник»), на котором присутствовали инициалы LU. Впоследствии изображение Буиссе было использовано для линии печенья Petit Beurre. Через несколько лет успех логотипа привёл к тому, что компания стала называться LU.
Сын основателя, Луи Лефевр-Ютиль, возглавил компанию, и в конечном итоге она была приобретена Générale Biscuit S.A., которую, в свою очередь, в 1986 году приобрела Groupe Danone. Несмотря на то, что в настоящее время LU является международным брендом, его продукция в основном продаётся в Западной Европе, и в 2005 году на его долю приходилось почти половина продаж подразделения Danone по производству печенья и хлопьев.
В июле 2007 года компания LU была продана компании Kraft Foods, а с 2012 года бренд принадлежит компании Mondelēz International.

## Галерея

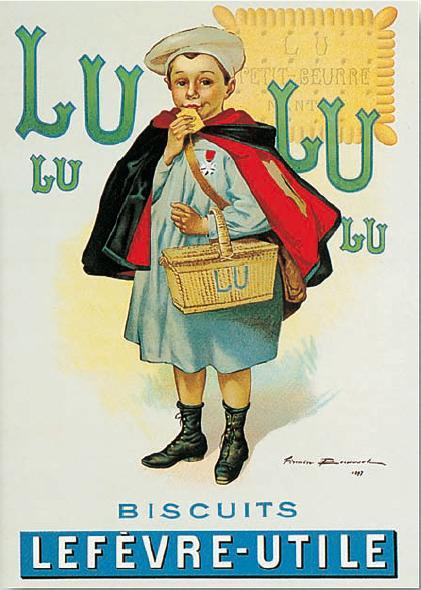
«Маленький школьник» Фирмена Буиссе (1897)
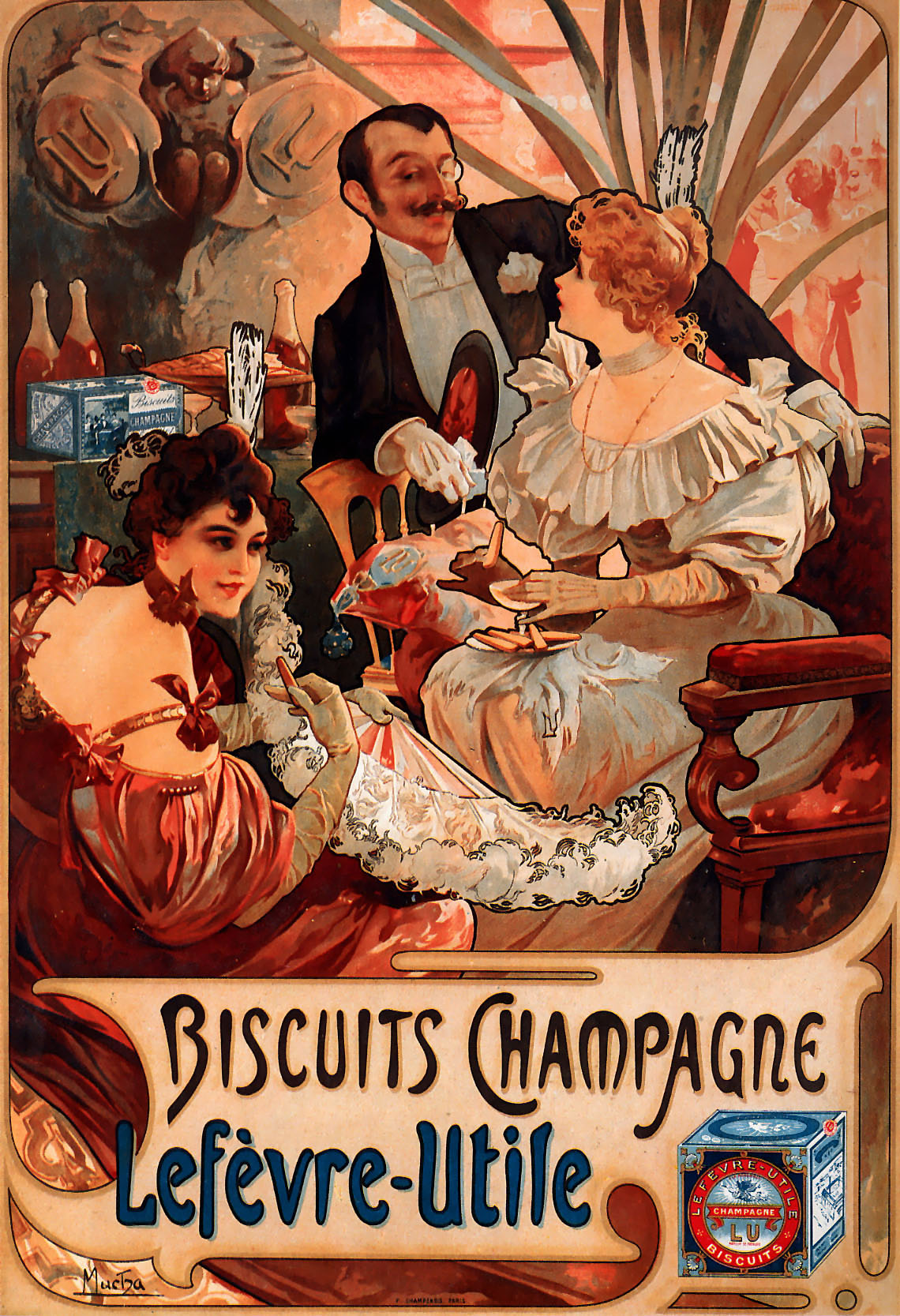
Реклама печенья LU Champagne, Альфонс Муха, 1896
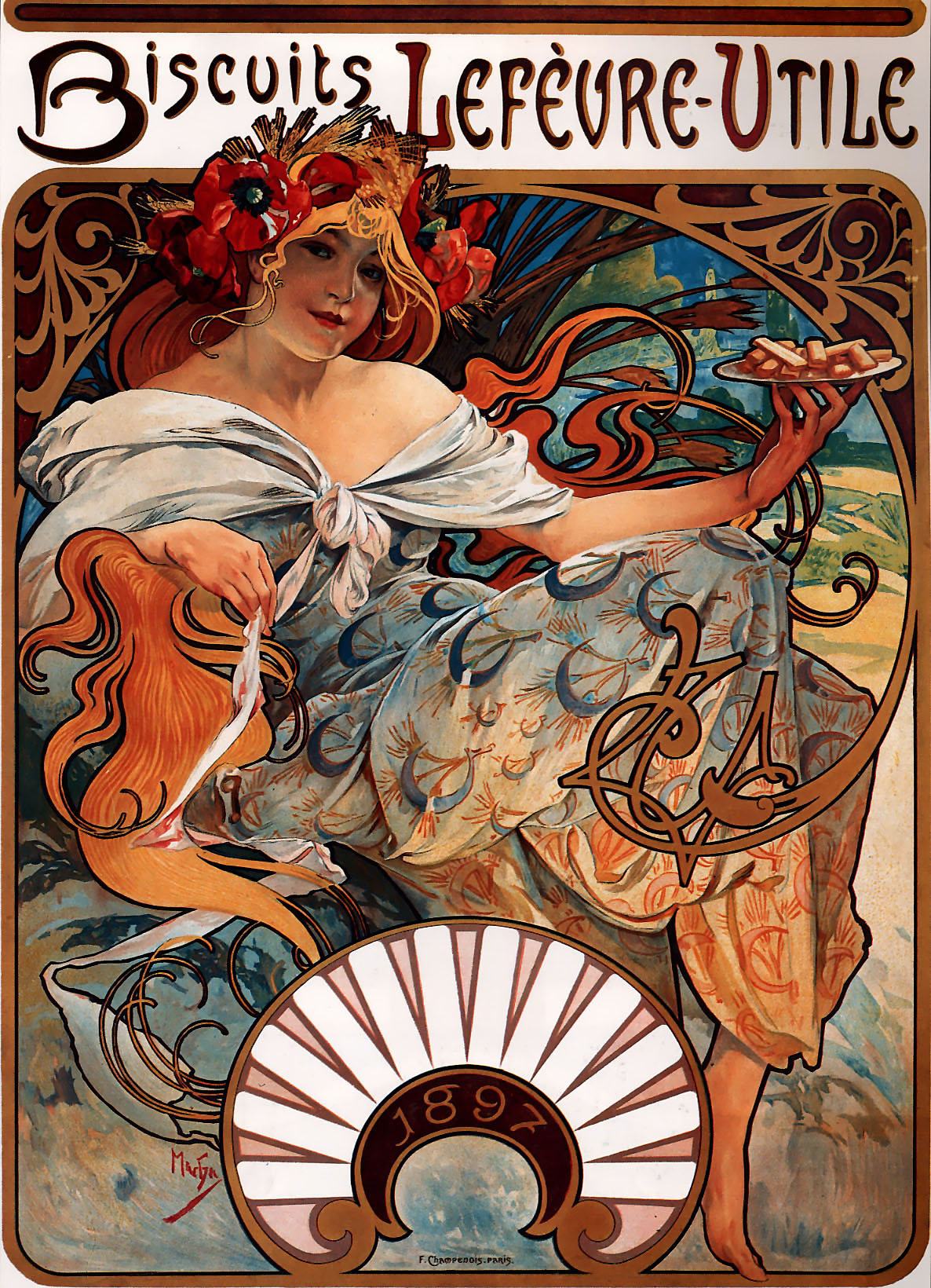
Реклама печенья Lefèvre-Utile, Альфонс Муха, 1897
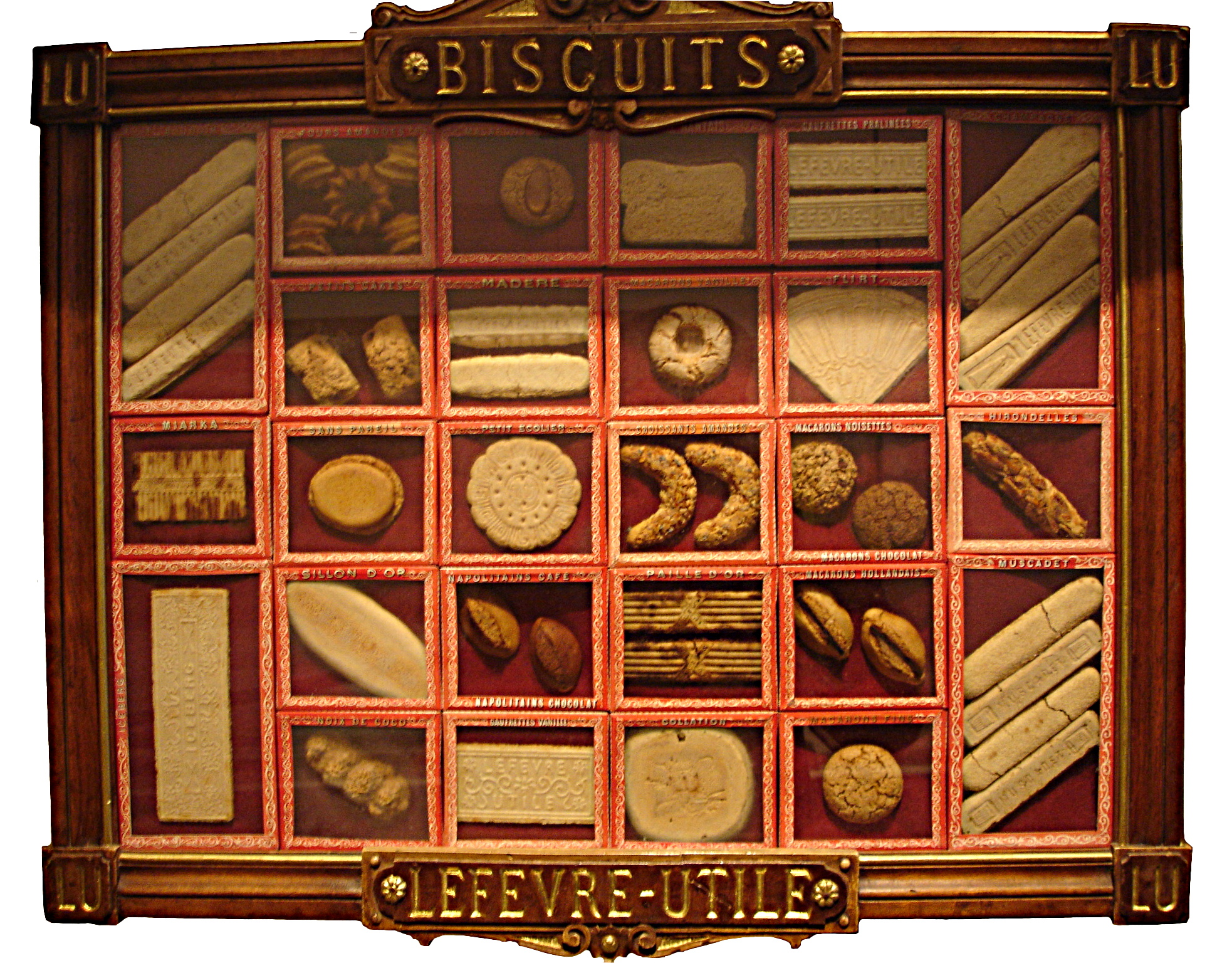
Демонстрация различных печений LU
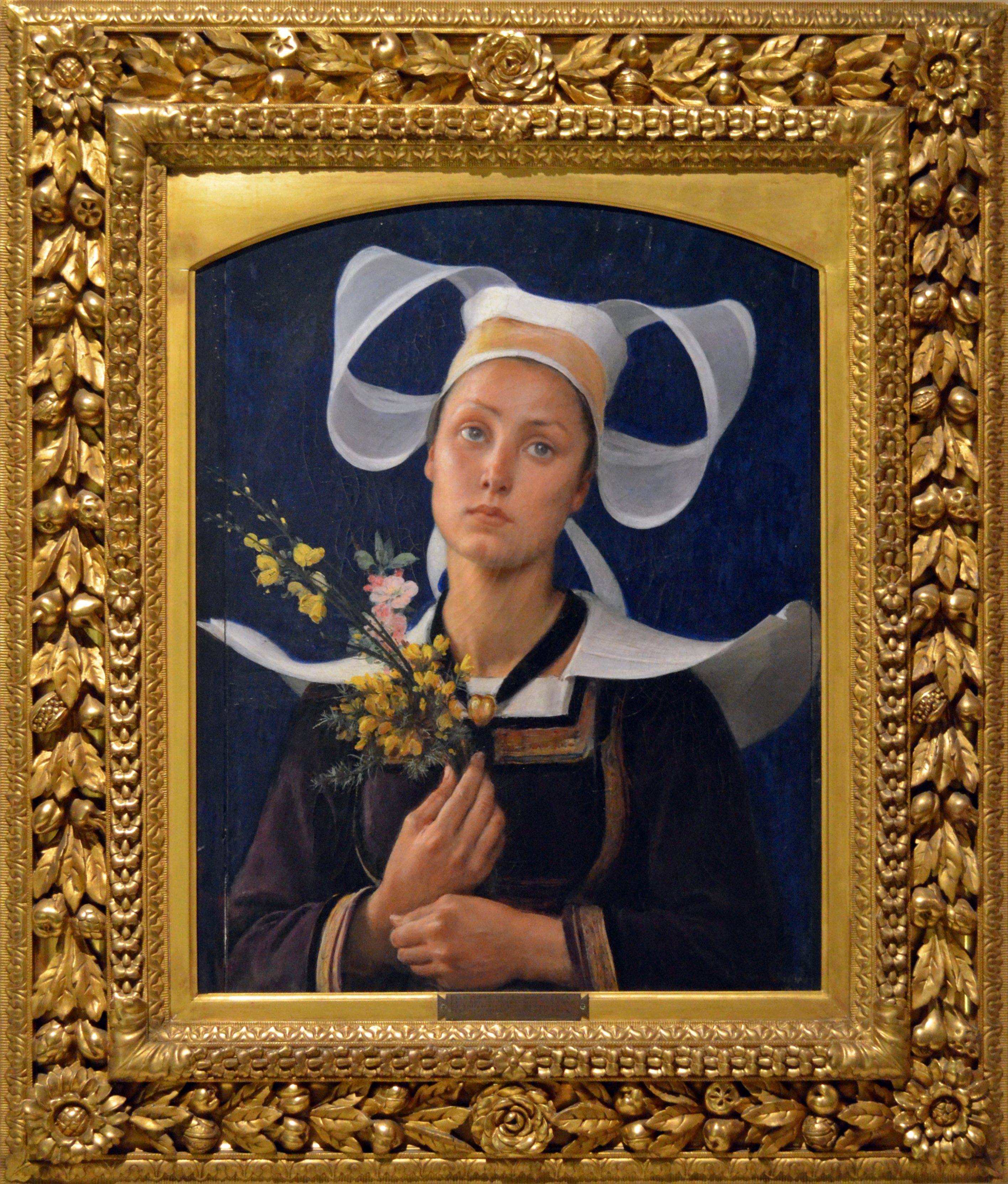
«Бретонка», написанная Ипполитом Берто по заказу Лефевр-Утиля
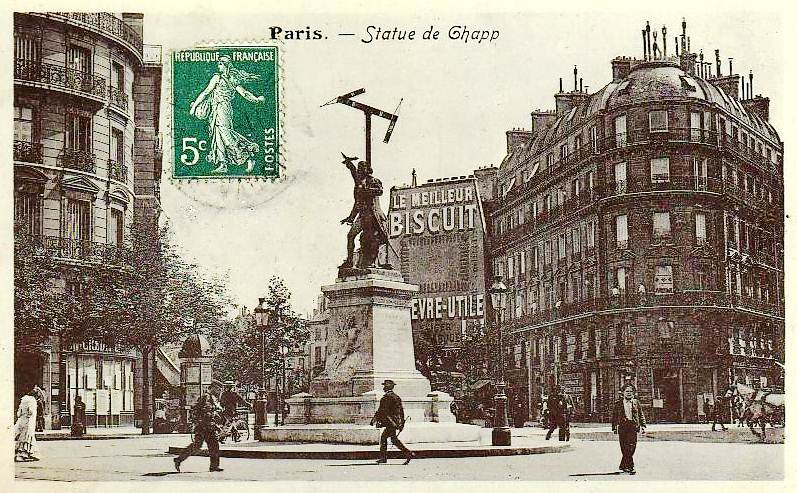
Открытка с нарисованной вывеской магазина LU на фоне парижской улочки со статуей изобретателя Клода Шаппа, 1908 год